# Discografia lui Petre Alexandru
Discografia cântărețului Petre Alexandru cuprinde discuri de gramofon, viniluri ce conțin înregistrări realizate în perioada 1936 - 1967 la casa de discuri Cristal (denumită mai apoi Electrecord).

## Discuri Cristal (Electrecord)
| An   | Număr de catalog                    | Format                 | Piese                                                                               | Acompaniament                                             |
| 1936 | 1014                                | shellac, 25 cm, 78 RPM | Radu mamei Radule Cocoșel cu două creste                                            | orchestra Ionel Cristea                                   |
| 1936 | 1015                                | shellac, 25 cm, 78 RPM | Ce stai Ghiță supărat Foaie verde lin pelin                                         | orchestra Ionel Cristea                                   |
| 1936 | 1016                                | shellac, 25 cm, 78 RPM | Fă Marie Ursitoare, ursitoare                                                       | orchestra Ionel Cristea                                   |
| 1936 | 1030                                | shellac, 25 cm, 78 RPM | De dragul dumitale (Fata dela etajul trei)                                          | orchestra „Cristal”                                       |
| 1936 | 1031                                | shellac, 25 cm, 78 RPM | Vreau un Milion la Stănoiu să câștig Îmi ești datoare o sărutare (duet cu M. Braia) | orchestra „Cristal”                                       |
| 1936 | 1032                                | shellac, 25 cm, 78 RPM | Vino diseară Sărmane lăutar                                                         | Orchestra de salon „Cristal”, dirijor Gerd Villnow        |
| 1936 | 1033                                | shellac, 25 cm, 78 RPM | Să luam ca și altădată o trăsură (duet cu M. Braia)                                 | Orchestra „Cristal”                                       |
| 1936 | 1034                                | shellac, 25 cm, 78 RPM | Am întâlnit o fată pe vapor Să nu ne pierdem vremea supărați (cu M. Braia)          | Orchestra „Cristal”                                       |
| 1936 | 1036                                | shellac, 25 cm, 78 RPM | Dragostea-i o floare (duet cu M. Braia)                                             | Orchestra „Cristal”                                       |
| 1936 | 1037                                | shellac, 25 cm, 78 RPM | Dă-mi o guriță Viața-i frumoasă                                                     | Orchestra de salon „Cristal”, dirijor Gerd Villnow        |
| 1936 | 1038                                | shellac, 25 cm, 78 RPM | De ce spui nu                                                                       | Orchestra de salon „Cristal”, dirijor Gerd Villnow        |
| 1936 | 1040                                | shellac, 25 cm, 78 RPM | Mai stai puțin cu mine Nebun ești de ceri fericire!                                 | Orchestra de salon „Cristal”, dirijor Gerd Villnow        |
| 1936 | 1041                                | shellac, 25 cm, 78 RPM | Frumoasa mea cu ochii verzi                                                         | Orchestra de salon „Cristal”, dirijor Gerd Villnow        |
| 1936 | 1042                                | shellac, 25 cm, 78 RPM | Iubito, asta e romanța noastră                                                      | Orchestra de salon „Cristal”, dirijor Gerd Villnow        |
| 1936 | 1043                                | shellac, 25 cm, 78 RPM | Marusia                                                                             | Orchestra de salon „Cristal”, dirijor Gerd Villnow        |
| 1936 | 1044                                | shellac, 25 cm, 78 RPM | De dragul dumitale                                                                  | Orchestra „Cristal”                                       |
| 1936 | 1045                                | shellac, 25 cm, 78 RPM | Pe drum s-a stins un felinar Ne-am cunoscut în carnaval                             | Orchestra de salon „Cristal”, dirijor Gerd Villnow        |
| 1936 | 1046                                | shellac, 25 cm, 78 RPM | Norocul vine peste noapte Mai dă-mi o litră de sifon                                | orchestra Ionel Cristea                                   |
| 1936 | 1047                                | shellac, 25 cm, 78 RPM | Pardon...                                                                           | Orchestra de salon „Cristal”, dirijor Gerd Villnow        |
| 1936 | 1048                                | shellac, 25 cm, 78 RPM | Îmi ești datoare o sărutare (duet cu M. Braia)                                      | Orchestra de salon „Cristal”, dirijor Gerd Villnow        |
| 1936 | 1097                                | shellac, 25 cm, 78 RPM | Tempo-tempo                                                                         | Orchestra de salon „Cristal”, dirijor Gerd Villnow        |
| 1937 | 1100                                | shellac, 25 cm, 78 RPM | Mai am un leu pentr-o țigară Hai acasă puișor (duet cu Mia Braia)                   | Jazz-ul Willnow                                           |
| 1937 | 1101                                | shellac, 25 cm, 78 RPM | Lângă tine                                                                          | Jazz-ul Willnow                                           |
| 1937 | 1102                                | shellac, 25 cm, 78 RPM | Baba oarba O clipă de noroc                                                         | Orchestra de salon „Cristal”, dirijor Gerd Villnow        |
| 1937 | 1103                                | shellac, 25 cm, 78 RPM | Mai dă-mi o halba blondă Povestea căprițelor                                        | Orchestra de salon „Cristal”, dirijor Gerd Villnow        |
| 1937 | 1104                                | shellac, 25 cm, 78 RPM | Fetițo mi-e dor                                                                     | Orchestra de salon „Cristal”, dirijor Gerd Villnow        |
| 1937 | 1105                                | shellac, 25 cm, 78 RPM | Reminiscențe Fiecare fată are secretul ei                                           | Orchestra de salon „Cristal”, dirijor Gerd Villnow        |
| 1937 | 1107                                | shellac, 25 cm, 78 RPM | Bordeiaș, bordei, bordei Ce frumoasă este viața                                     | orchestra Vasile Julea                                    |
| 1937 | 1108                                | shellac, 25 cm, 78 RPM | Căsuța noastră La Tismana într-o grădină                                            | orchestra Vasile Julea                                    |
| 1937 | 1109                                | shellac, 25 cm, 78 RPM | De ce nu vrei să mă iubești                                                         | orchestra Vasile Julea                                    |
| 1937 | 1110                                | shellac, 25 cm, 78 RPM | La portiță pe'nserat                                                                | orchestra Vasile Julea                                    |
| 1937 | 1111                                | shellac, 25 cm, 78 RPM | Crâșmăriță din Buzău                                                                | orchestra Vasile Julea                                    |
| 1937 | 1112                                | shellac, 25 cm, 78 RPM | Ți-am adus flori la cingătoare                                                      | orchestra Vasile Julea                                    |
| 1937 | 1118                                | shellac, 25 cm, 78 RPM | Am adormit gândind la tine                                                          |                                                           |
| 1937 | 1119                                | shellac, 25 cm, 78 RPM | Mi-e gândul la tine Inimă de golan                                                  |                                                           |
| 1937 | 1120                                | shellac, 25 cm, 78 RPM | Fetițo mi-e dor                                                                     |                                                           |
| 1937 | 1126                                | shellac, 25 cm, 78 RPM | Ai adormit crâșmare la tejghea                                                      | orchestră „Cristal”                                       |
| 1937 | 1127                                | shellac, 25 cm, 78 RPM | Cavalerii spanioli; S-a sfârșit povestea noastră                                    | orchestră „Cristal”                                       |
| 1937 | 1128                                | shellac, 25 cm, 78 RPM | Cântă marinare                                                                      | orchestră „Cristal”                                       |
| 1937 | 1131                                | shellac, 25 cm, 78 RPM | Mândra din Poiana (Zice lumea că's nebun)                                           | indisp.                                                   |
| 1937 | 1137                                | shellac, 25 cm, 78 RPM | La o masă mică Te-am văzut dansând                                                  | orchestră „Cristal”                                       |
| 1937 | 1138                                | shellac, 25 cm, 78 RPM | Cântecul haimanalelor (duet cu M. Braia)                                            | orchestră „Cristal”                                       |
| 1937 | 1139                                | shellac, 25 cm, 78 RPM | Marșul inimilor Valsul dragostei (duet cu M. Braia)                                 | orchestră „Cristal”                                       |
| 1937 | 1140                                | shellac, 25 cm, 78 RPM | 1. Mai stai puțin 2. Nebun ești de ceri fericire                                    | orchestra „Cristal” (1) orchestra Ionel Cristea (2)       |
| 1937 | 1141                                | shellac, 25 cm, 78 RPM | Prosit! (cântec german)                                                             | orchestra „Cristal”                                       |
| 1937 | 1142                                | shellac, 25 cm, 78 RPM | In Meckersdorf its Carnaval (cântec german) Prosit! (cântec german)                 | orchestra „Cristal”                                       |
| 1937 | 1143                                | shellac, 25 cm, 78 RPM | Schone Student (cântec german)                                                      | orchestra „Cristal”                                       |
| 1937 | 1147                                | shellac, 25 cm, 78 RPM | Ionel, Ionelule Să vină pompierii                                                   | orchestra Costică Tandin                                  |
| 1937 | 1149                                | shellac, 25 cm, 78 RPM | Hi căluțule... De la mine-a treia casă                                              | orchestra Costică Tandin                                  |
| 1937 | 1150                                | shellac, 25 cm, 78 RPM | Cucu Ioane, Ioane                                                                   | orchestra Costică Tandin                                  |
| 1937 | 1152                                | shellac, 25 cm, 78 RPM | Dragostea-i belea curată                                                            | orchestra Costică Tandin                                  |
| 1937 | 1153                                | shellac, 25 cm, 78 RPM | Maria neichii Marie Îți cer iertare c'am plecat                                     | orchestra Costică Tandin                                  |
| 1937 | 1154                                | shellac, 25 cm, 78 RPM | Marioară, Marioară (Peste drum de casa dumitale)                                    | orchestra Costică Tandin                                  |
| 1937 | 1162                                | shellac, 25 cm, 78 RPM | Ține caii Niculae                                                                   | orchestra Gerd Willnow                                    |
| 1937 | 1164                                | shellac, 25 cm, 78 RPM | Ți-am scris trei cărți poștale (duet cu M. Braia) Ca să te dispui nițel             | orchestra Costică Tandin Jazz-ul Willnow                  |
| 1937 | 1166                                | shellac, 25 cm, 78 RPM | Ce bine-i lângă tine Lunecuș                                                        | orchestra de jazz Cristal                                 |
| 1937 | 1169                                | shellac, 25 cm, 78 RPM | M-am îndrăgostit de tine                                                            | orchestra Costică Tandin                                  |
| 1937 | 1170                                | shellac, 25 cm, 78 RPM | Unge Leano ușa bine                                                                 | orchestra Costică Tandin                                  |
| 1937 | 1171                                | shellac, 25 cm, 78 RPM | Maria neichii Marie                                                                 | orchestra Costică Tandin                                  |
| 1937 | 1173                                | shellac, 25 cm, 78 RPM | Șterge-ți ochișorii păpușico                                                        | orchestra Costică Tandin                                  |
| 1938 | 1197                                | shellac, 25 cm, 78 RPM | Hai barcagiu Eu râd plângând                                                        | orchestra de salon „Cristal”                              |
| 1938 | 1202                                | shellac, 25 cm, 78 RPM | Văi de mine ce să fie Laie Chioru'                                                  | orchestra Costică Tandin                                  |
| 1938 | 1203                                | shellac, 25 cm, 78 RPM | S-a mutat piața-n Obor                                                              | orchestra Costică Tandin                                  |
| 1938 | 1212                                | shellac, 25 cm, 78 RPM | Vin mândruță, vin băbuță Toarce Leana la portiță                                    | orchestra Frații Stănescu                                 |
| 1938 | 1214                                | shellac, 25 cm, 78 RPM | Cel mai frumos tango din lume Dac-am fi împreună (duet cu Mia Braia)                | orchestra Frații Stănescu                                 |
| 1938 | 1221                                | shellac, 25 cm, 78 RPM | O picătură de parfum La moara din răscruce                                          | orchestra de dans Gerd Willnow                            |
| 1938 | 1246                                | shellac, 25 cm, 78 RPM | Luni am valsat (duet cu Mia Braia) Cer albastru                                     | orchestra de salon „Cristal”                              |
| 1938 | 1247                                | shellac, 25 cm, 78 RPM | Când mai hoinărim puicuțo (duet cu M. Braia) Să nu te superi dacă plâng             | orchestra de salon „Cristal”                              |
| 1938 | 1248                                | shellac, 25 cm, 78 RPM | Ca-ntr-un film am visat (duet cu Mia Braia)                                         | orchestra de salon „Cristal”                              |
| 1938 | 1257                                | shellac, 25 cm, 78 RPM | Vino iar dumineca la horă                                                           | orchestra Jean Sibiceanu                                  |
| 1938 | 1258                                | shellac, 25 cm, 78 RPM | Îți mai aduci aminte doamnă Cântecul ochilor                                        | orchestra Jean Sibiceanu                                  |
| 1938 | 1259                                | shellac, 25 cm, 78 RPM | Mă duce dorul iar spre tine                                                         | orchestra Jean Sibiceanu                                  |
| 1938 | 1262                                | shellac, 25 cm, 78 RPM | Parcă ieri ne-am iubit Unde stai pe ce străduță (duet cu M. Braia)                  | orchestra Costică Tandin                                  |
| 1938 | 1263                                | shellac, 25 cm, 78 RPM | Parcă ieri ne-am iubit Ți-am dat o floare albastră                                  | orchestra Costică Tandin                                  |
| 1938 | 1265                                | shellac, 25 cm, 78 RPM | Te iubesc Violetta                                                                  | Orchestra de salon „Electrecord”                          |
| 1938 | 1268                                | shellac, 25 cm, 78 RPM | Destăinuire Mio Caro Napoli                                                         | Orchestra de salon „Electrecord”                          |
| 1939 | 1293                                | shellac, 25 cm, 78 RPM | Doina Oltului cu strigăte                                                           | orchestra Costică Tandin                                  |
| 1939 | 1294                                | shellac, 25 cm, 78 RPM | 1. Vino iar duminica la horă 2. Doina Oltului cu strigăte                           | orchestra Jean Sibiceanu (1) orchestra Costică Tandin (2) |
| 1939 | 1296                                | shellac, 25 cm, 78 RPM | Îți mai aduci aminte doamnă                                                         | Orchestra Jean Sibiceanu                                  |
| 1939 | 1309                                | shellac, 25 cm, 78 RPM | Frumoasa mea cu ochii verzi                                                         | Orchestra „Cristal”                                       |
| 1939 | 1321                                | shellac, 25 cm, 78 RPM | Dacă m'ai iubi... doar un pic Te rog (duet cu Mia Braia)                            | Orchestra de salon Gerd Wilnow                            |
| 1939 | 1322                                | shellac, 25 cm, 78 RPM | Plâng pentru tine                                                                   | Orchestra „Electrecord”                                   |
| 1939 | 1324                                | shellac, 25 cm, 78 RPM | Vânt de seară                                                                       | Orchestra de salon Gerd Willnow                           |
| 1939 | 1325                                | shellac, 25 cm, 78 RPM | Viața e a ta (duet cu Mia Braia)                                                    | Orchestra de salon Gerd Willnow                           |
| 1939 | 1326                                | shellac, 25 cm, 78 RPM | A nins în calea mea                                                                 | Orchestra de salon Gerd Willnow                           |
| 1939 | 1327                                | shellac, 25 cm, 78 RPM | A plecat un tren din gară Să nu pleci fară mine                                     | Orchestra de salon Gerd Willnow                           |
| 1939 | 1328                                | shellac, 25 cm, 78 RPM | Murgule, fă să sune zurgălăii Firicel de telegraf                                   | Orchestra de salon Gerd Willnow                           |
| 1939 | 1378                                | shellac, 25 cm, 78 RPM | Să nu pleci fără mine (duet cu M. Braia)                                            | orchestra „Electrecord”                                   |
| 1969 | EDC 10.075 Melodii de Ion Vasilescu | vinil, 17 cm, 33 ⅓ RPM | 2. La fereastra unde doarme o pisică 3. Să nu ne pierdem vremea supărați            | orchestra Fane Țăranu duet cu Mia Braia (2,3)             |
| 1970 | EDC 10.135 Refrene uitate           | vinil, 17 cm, 33 ⅓ RPM | 1. Ce știi tu ce-i dragostea 2. Morărița 3. Ionel, Ionelule 4. Laie chiorul         | orchestra Costică Tandin                                  |